# Centaurea diluta
Centaurea diluta là một loài thực vật có hoa trong họ Cúc. Loài này được Aiton mô tả khoa học đầu tiên năm 1789.